# La Moto Livreuse
La Moto Livreuse is een Belgisch historisch merk van triporteurs.
La Moto Livreuse produceerde in 1929 en 1930 motorbakfietsen (triporteurs) die werden aangedreven door het 350cc-motorblok van de FN M70 die in 1927 op de markt was gekomen.
De presentatie van een (mogelijk het eerste) model met buisframe was op het Salon van Brussel in december 1929. Een slechter moment kon - zeker voor een bedrijfsvoertuig - niet worden gekozen: twee maanden na Zwarte Donderdag, de beurskrach van 1929...